# Cereopsius cinereus
Cereopsius cinereus là một loài bọ cánh cứng trong họ Cerambycidae.